# Makalovy
Makalovy jsou osada, část obce Ostřetice v okrese Klatovy v Plzeňském kraji. Nachází se asi 1,5 kilometru severně od Ostřetice. Jsou zde evidovány čtyři adresy. V roce 2011 zde trvale žilo devatenáct obyvatel.
Makalovy leží v katastrálním území Ostřetice o výměře 5,07 km².

## Historie
První písemná zmínka o vesnici pochází z roku 1367.

## Obyvatelstvo
| Rok            | 1869 | 1880 | 1890 | 1900 | 1910 | 1921 | 1930 | 1950 | 1961 | 1970 | 1980 | 1991 | 2001 | 2011 | 2021 |
| -------------- | ---- | ---- | ---- | ---- | ---- | ---- | ---- | ---- | ---- | ---- | ---- | ---- | ---- | ---- | ---- |
| Počet obyvatel | 32   | 36   | 31   | 25   | 32   | 32   | 24   | 17   | 20   | 20   | 18   | 16   | 18   | 19   | 19   |
| Počet domů     | 4    | 4    | 4    | 4    | 4    | 4    | 4    | 4    | 4    | 4    | 4    | 4    | 4    | 4    | 4    |

## Obecní správa
Při sčítání lidu v letech 1850–1975 Makalovy byly osadou obce Ostřetice v okrese Klatovy. Od 1. července 1975 do 31. prosince 1991 byly částí obce Bolešiny v okrese Klatovy. Od 1. ledna 1992 jsou opět částí obce Ostřetice v okrese Klatovy.

## Galerie

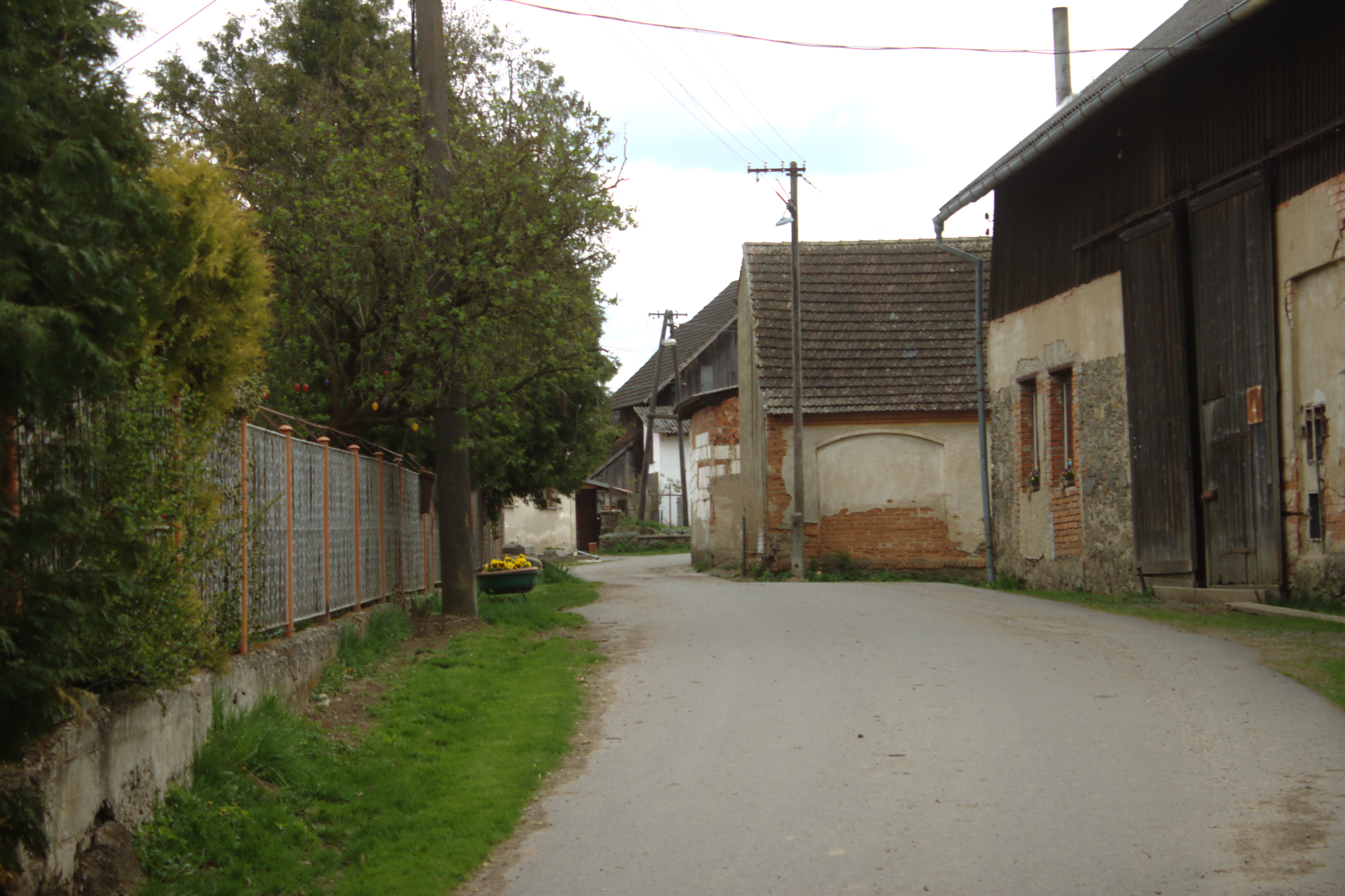
Hlavní silnice
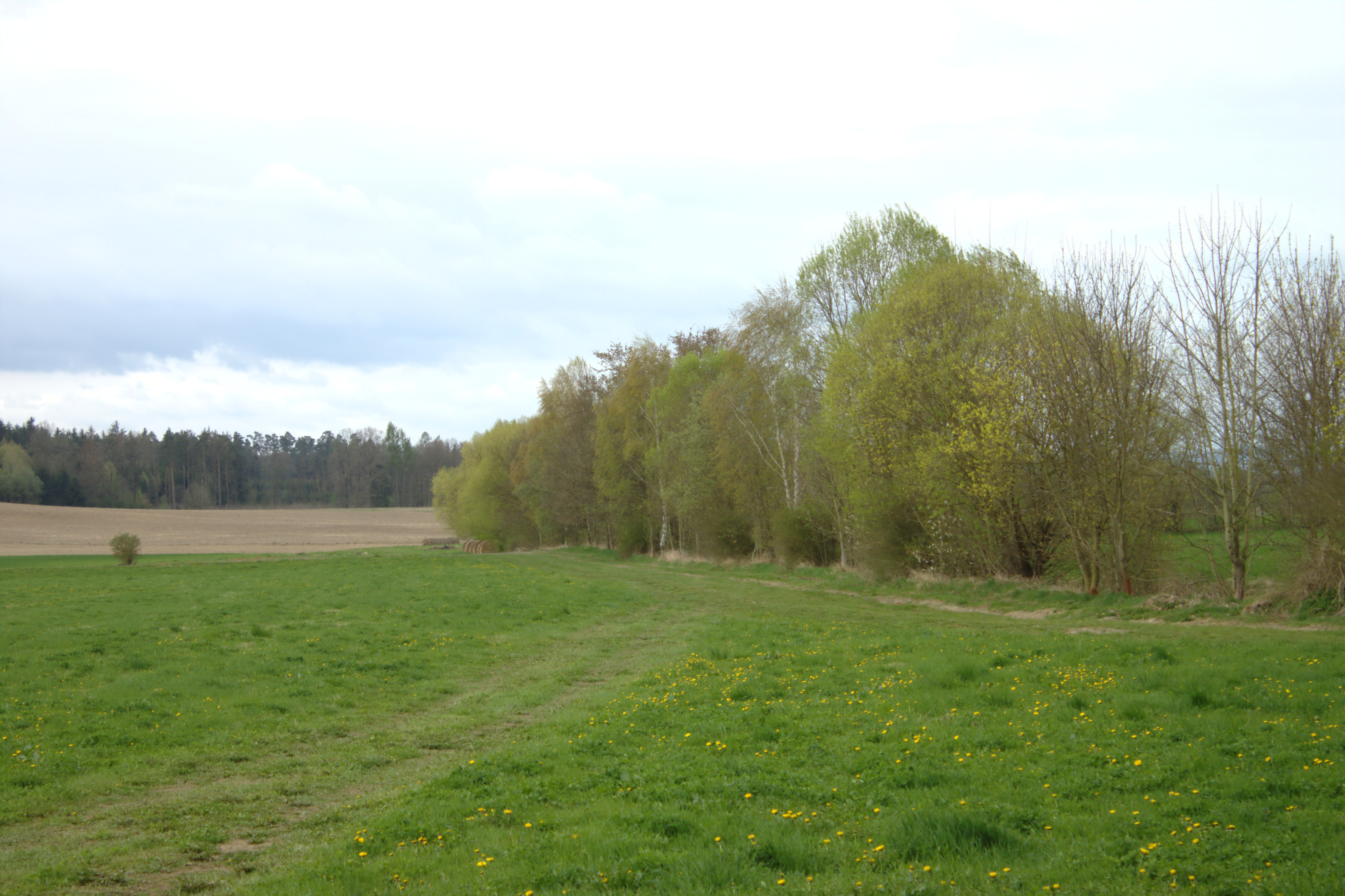
Mez u vsi
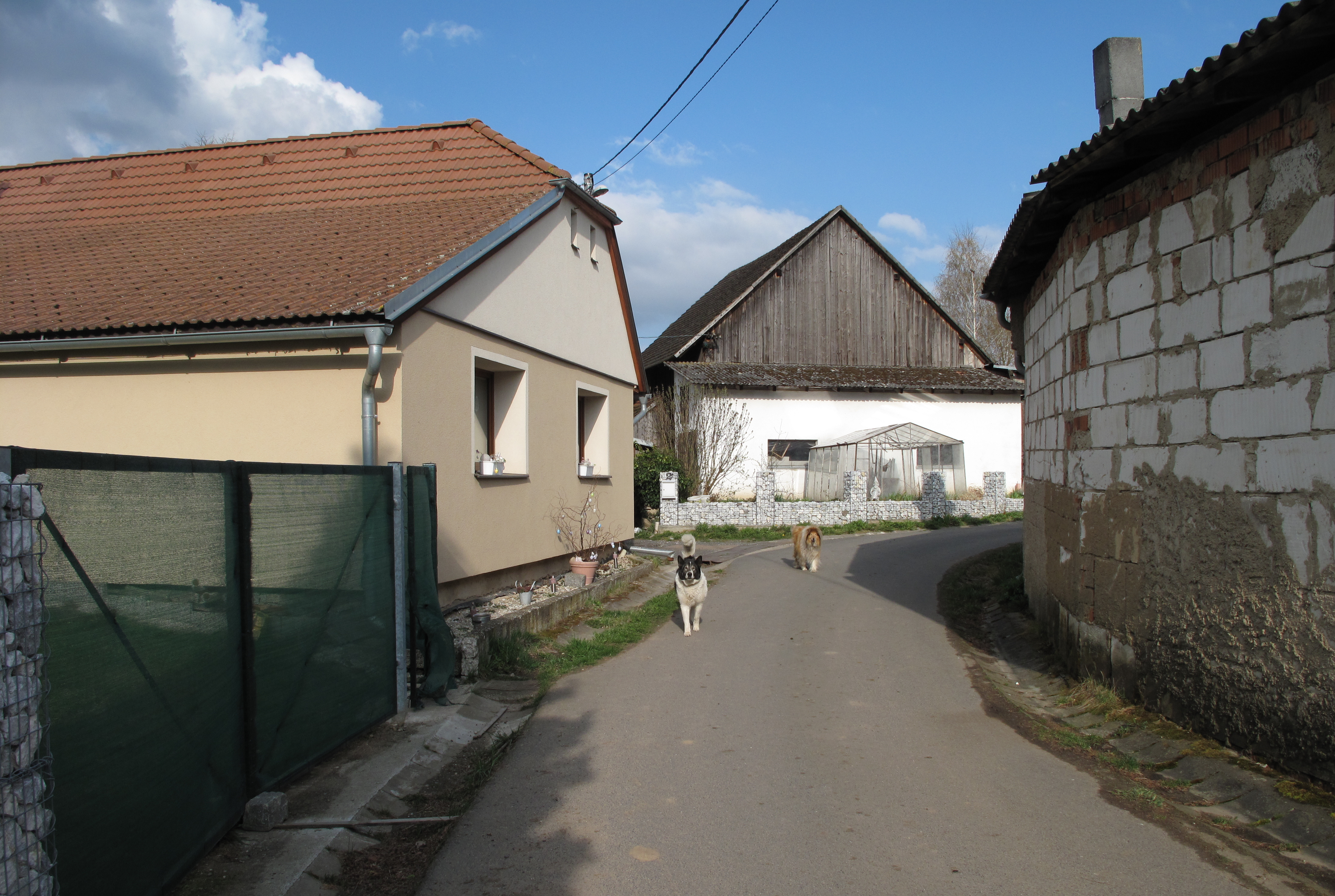
Hafani ve vsi